# صرصوريات
الصرصوريات أو بلاتوديا (الاسم العلمي: Blattodea) هي رتبة من رتب الحشرات تشمل الصراصير والأرضات.

## وصفه
حشرة من رتبة مستقيمة الأجنحة صغير له ست أرجل، أجنحة شفافة بنية اللون، جسمه مفلطح بيضي يضرب لونه للسمرة، وله قرنا الاستشعار طويلان والعينان كبيرتان وللصرصور رائحة كريهة من إفراز غدي وهو يأكل ما يصادفه ويتكاثر عن طريق البيض الذي تبيضه أنثى الصرصور حيث تفرز الأنثى مادة عطرة تعلن فيها استعدادها للجماع يلتقطها الذكر بقرونه الاستشعارية فينجذب إليها الذكر ويمكن أن تبيض أنثى الصرصور لمدى الحياة بمجرد التقائها بالذكر لمرة واحدة.
يوجد في العالم 3500 نوع من الصراصير وقد أثبتت أبحاث علمية إن الصراصير توجد على سطح الأرض منذ خمسين مليون سنة أي سابقة وجودنا على هذه الكوكب بست وأربعين مليون سنة عن وجود الإنسان على كوكب الأرض والذي يقدر بأربعة ملايين سنة وهذا يعني أنها من أوائل المخلوقات التي وجدت على سطح الأرض
ويصنف الصُّرْصُور ضمن الحشرات القارضة حيث يستعمل فكيه الأماميين الذي يسميان الفكوك الطاحنه لتمزيق ولقطع ومضغ الطعام كما يوجد زوج من الفكوك أقلّ قوّة من الفكوك الأمامية يُسمّى الفكوك الخلفيّة وتُستعمل في التعامل مع الطعام ودفعه إلى أسفل الحنجرة. وله شفتان؛ الشفة العليا، وهي غطاء يتدلى إلى أسفل فوق أجزاء الفم مغطيًا الفم من الناحية الأمامية. أمّا الشفة السفلى فهي تغطي الفم من الخلف .
ويسمى صوت الصُّرْصُور صَرِيراً أو صَرْصَرَة . يقال : صَرَّ يَصِرُّ صَرِيراً أو صَرْصَرَة، وهو الكائن الوحيد الذي لا يوجد فيه بكتيريا أو ميكروب.

## التزاوج
الملفت في الصُّرْصُور هو إصدار الذكور منها لصوت صرصرة قوية، هي مزعجة للبشر، لكنها حيوية بالنسبة للصرصور إذ يجتمع الذكر بأنثاه ويتزاوج معها بواسطة هذه الصرصرة، الجهاز المصرصر مركب في أصل جناحيه إذ يتواجد على أحدهما طرف مسنن وعلى الجناح الآخر ضلع بارز، وبالقرب منهما جلد مشدود يشبه الطبل، وتصدر الصرصرة عندما فرك الطرف مع الضلع.

## التكاثر
الصُّرْصُور تطوره ناقص إذ تقوم الأنثى بعد التزاوج بحفر شق ودفن بيوضها فيه، وبعد فقس البيوض تخرج حوراء صغيرة تشبه الصرصور، لكن ليس لها جناح، وبعد عدة انسلاخات تتحول إلى صُرْصُور بالغ (مرحلة اليافعة).

## قوة الصرصور
أفادت دراسة أجراها باحث وهو الدكتور “فرانز ويلشتاينر” توصل إلى عدة نتائج مثيرة ومدهشة بعد العديد من الدراسات التي أجراها على مجموعات كبيرة من الصراصير وهي :
الصراصير .. رغم صغر حجمها بين الكائنات، إلا أنها الكائنات الوحيدة التي ستنجو إذا حدث انفجار نووي في أي مكان، وذلك على خلاف باقي الكائنات سواء إنسان أو حيوان أو نبات، مما يقع في نطاق 10 ميل من الانفجار الذي سيخلف غبارًا نوويًا ضارًا، وقد يكون قاتلًا.
- أنها تستطيع أن تعيش دون طعام لمدة شهر كامل.
- يمكن أن يتوقف قلبه لمدة ساعة كاملة دون أن يؤثر على نشاطه.
- تستطيع الصراصير أن تتوقف عن التنفس لمدة 45 دقيقة دون أن يؤثر على حياتها.
- يستطيع أن يعيش بدون رأس لمدة أسبوع.
- لديها جهاز استشعار حساس جدا في قرونها تستطيع من خلاله التحسس بكل من حوله، مع العلم أنها بلا عين ولا ترى .